# Dalila Dragojević
Dalila Dragojević, poročena Dalila Velić, nekdanji slovenski fotomodel, * 1985 ali 1986
Zmagala je na Miss Universe Slovenije 2005. Nekaj časa se je ukvarjala z oblikovanjem oblačil. Živela je na Vrhnika.

## Zasebno
Ima dva otroka.